# Château de Gicon
 (mai 2023).
- Si vous ne connaissez pas le sujet, laissez ce bandeau (vous pouvez alors contacter les auteurs).
- Si vous supprimez le contenu mis en cause (vous pouvez préalablement contacter les auteurs),

argumentez précisément cette suppression dans la page de discussion
(un manque de référence n'est pas un argument ; une recherche réelle de référence doit avoir été effectuée, être formellement documentée).
Le château de Gicon est une forteresse médiévale construite entre le XIIe siècle et le XIIIe siècle, située sur la commune de Chusclan. Le château culmine à 245 m d’altitude.

## Accès et situation
Le château de Gicon se situe à 2,8 km au nord-ouest à vol d'oiseau du centre-ville de Chusclan. La ferme de Gicon au pied du site se situe à environ 160 m d'altitude. À partir de celle-ci, un sentier grimpe au château, passant préalablement par la chapelle Sainte-Madeleine. Le château est également accessible à partir d'une route forestière à partir de Vénéjan.

## Historique

### Antiquité
Selon les archéologues, le château a été bâti sur l'emplacement d'un oppidum celte comme le montrent les murailles nord-est, nord et ouest, d'origines celtes et qui établissent un support à une terrasse. Une calade de l'époque romaine a été retrouvée[source insuffisante]. Ce site permettait dominer le passage du gué de Carmignan, qui franchissait la Cèze sur la route vers Nîmes[source insuffisante].

### Moyen Age
En 1156, le roi de France Louis VII fait donation de plusieurs castra et villa à l'évêché d'Uzès parmi lesquels le château de Gicon. La donation du "castrum de Jocone" est confirmée en 1211 par Philippe II Auguste en y ajoutant d'autres seigneuries.
Mais en 1229, le domaine de Gicon est rattaché au royaume de France à la suite du traité de Meaux-Paris qui met un terme à la croisade contre les Albigeois et oblige Raymond VII comte de Toulouse à prêter allégeance au roi de France Louis IX.
On estime la construction du donjon pendant la période 1200-1260. On retient également que Louis IX fit une halte au château de Gicon au printemps 1270 avant sa dernière croisade. Le seigneur de Gicon l'accompagnait lors de la huitième croisade avant que les deux meurent de la dysenterie à Tunis[source insuffisante]. 
En 1312, le roi de France Philippe Le Bel confie la seigneurie de Gicon à Guilhem de Saint Just, lieutenant du Sénéchal de Beaucaire, avec pour autorisation d'y construire une maison forte. A cette époque, la vallée du Rhône constitue une frontière.

### Le délabrement sous l'époque moderne
En 1631, le donjon est miné sous ordre de Louis XIII[source insuffisante]. Le château tomba toujours plus en ruines après la disparition des derniers seigneurs du lieu en 1684[source insuffisante], servant de carrière de pierres. Il est d'ailleurs notable que la plupart des cartes entre le XVIIe siècle et le XIXe siècle,  y compris la carte de Cassini ne mentionnent soit que des ruines sans le nommer soit nommer le lieu-dit « Gicon» mais sans y apposer de figure pour signaler un château.

### La restauration du site depuis 1973
Ce n'est qu'en 1973 que les vignerons de Chusclan rachetèrent la forteresse afin de la réhabiliter. En 1987, des chantiers de rénovation sont entrepris. Depuis 1990, l'association « Les Amis de Gicon et du patrimoine de Chusclan » veille à sa conservation. En 2009, un circuit de visite a été aménagé par les touristes.

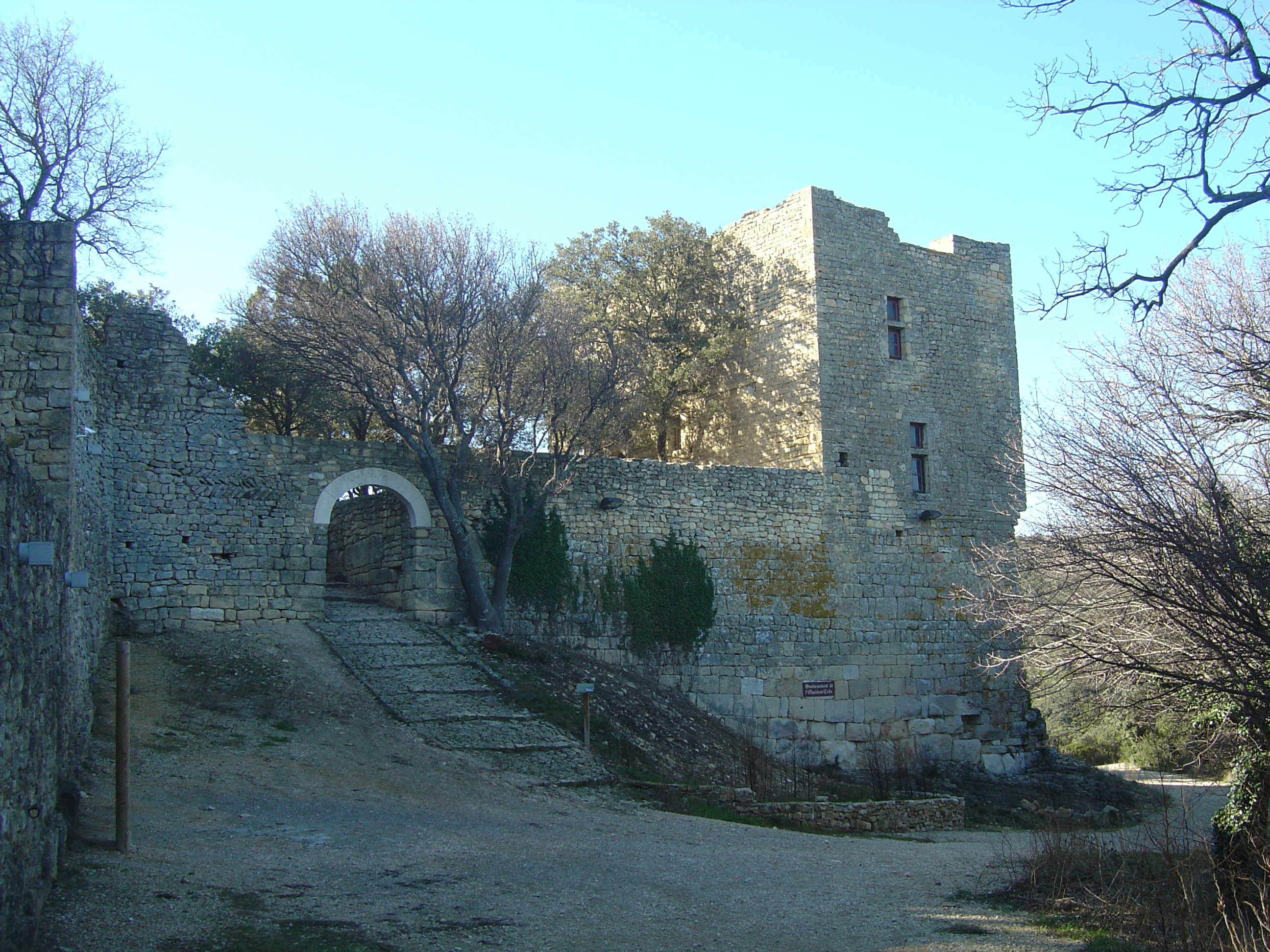
Entrée de la citadelle. Soubassement celte et maison-forte à droite
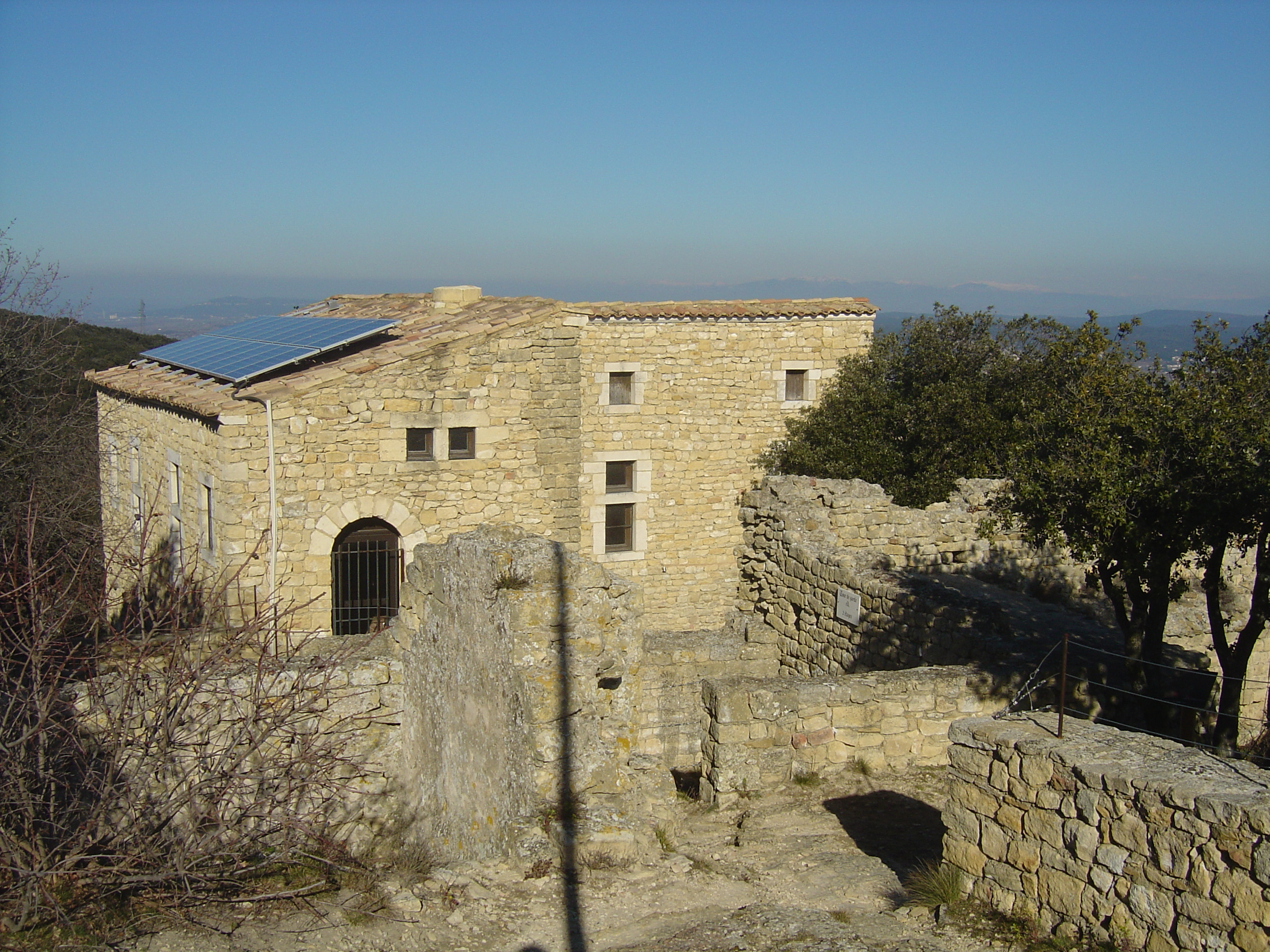
Logis seigneurial des XIIe siècle et XIIIe siècle
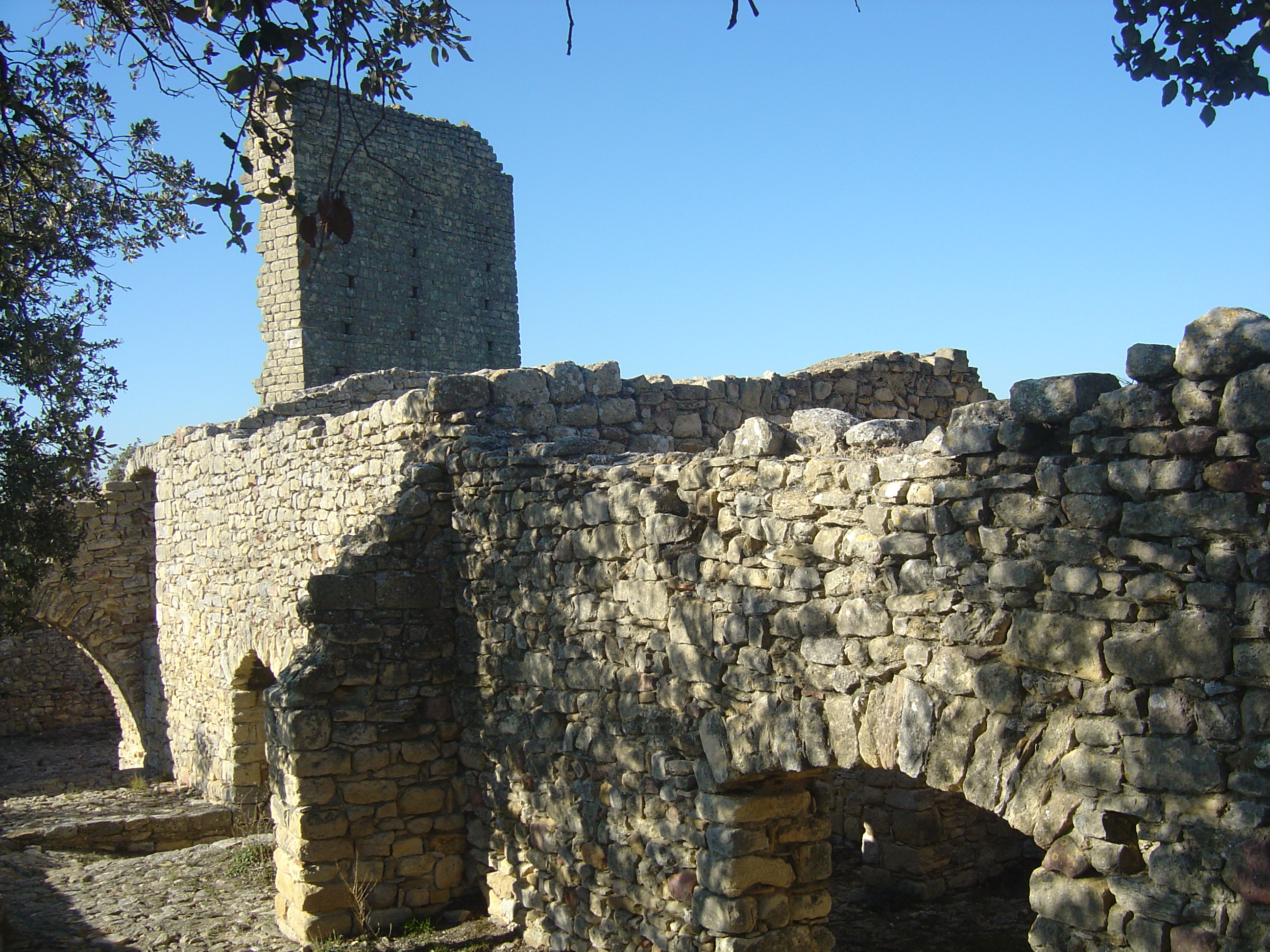
Bergerie et ruine du donjon du XIIIe siècle

## Panorama
Le site comprend une table d'orientation d'où on peut voir la vallée du Rhône notamment la forteresse de Mornas, le mont Ventoux, et à l'ouest le plateau de Lacau.

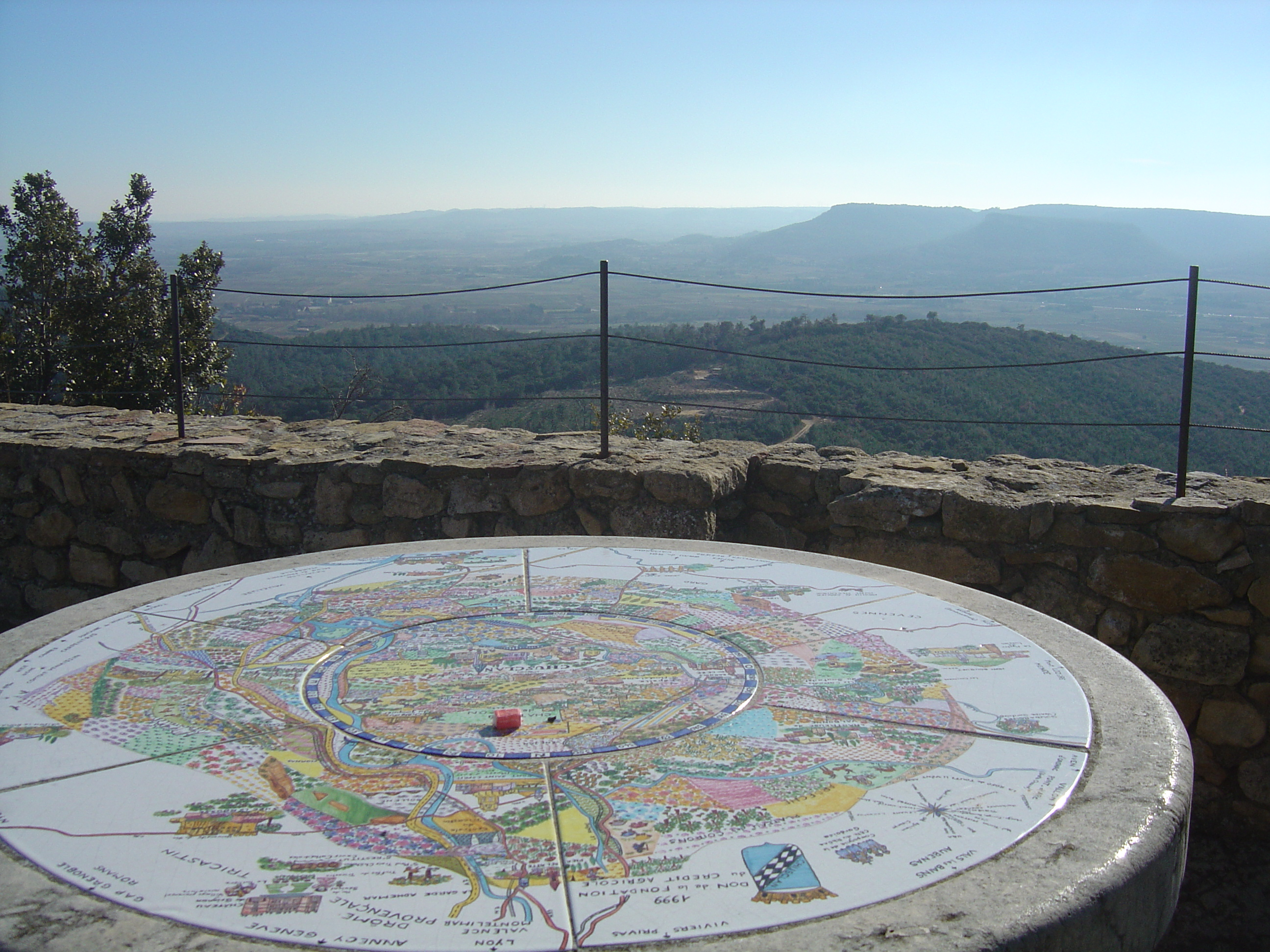
Table d’orientation. Vue sur le plateau de Lacau à droite
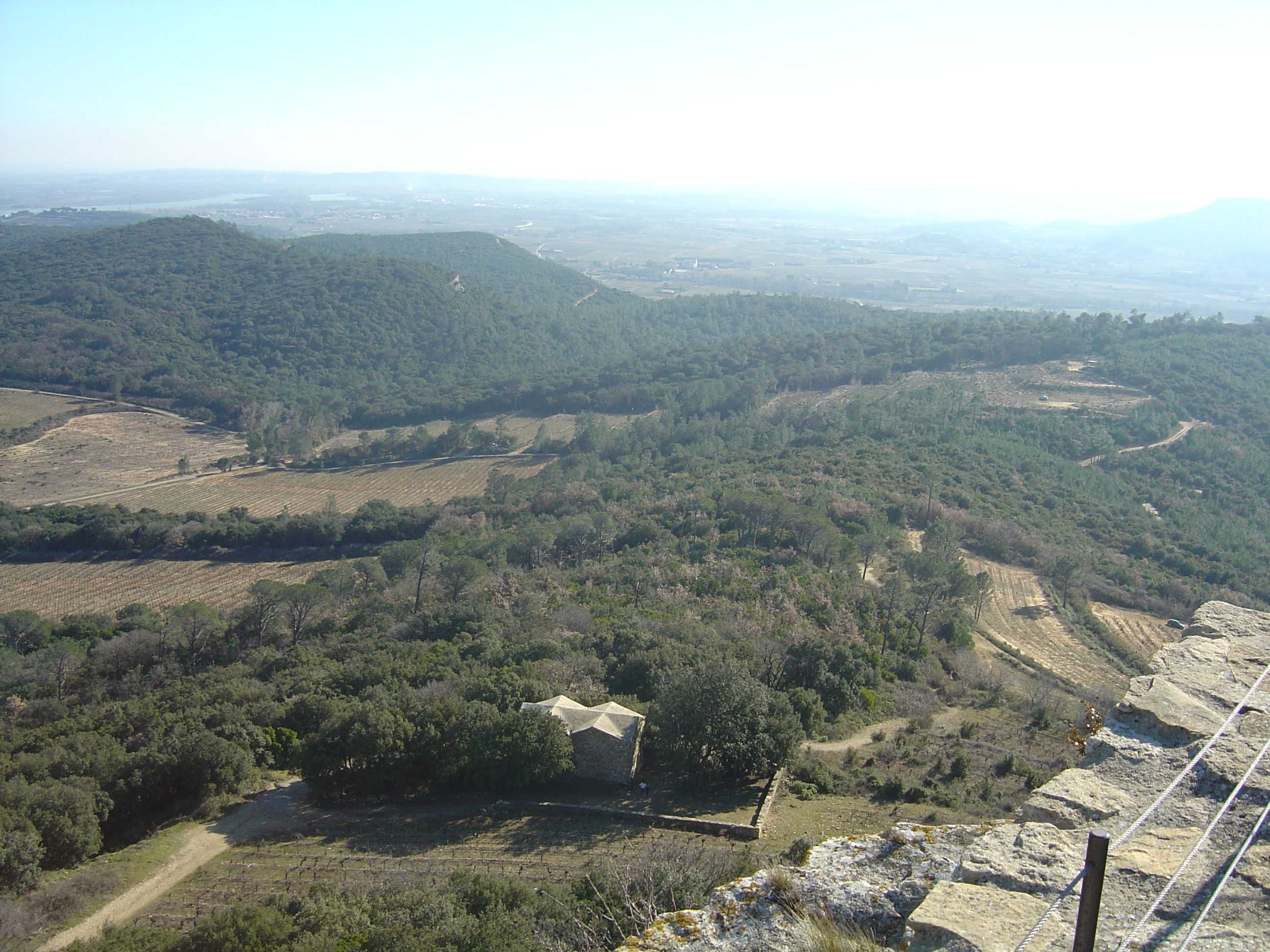
La vue sur la chapelle Sainte-Madeleine et au fond à gauche le Rhône